# Cmentarz parafialny w Starych Babicach
Cmentarz parafialny w Starych Babicach, cmentarz w Starych Babicach; właśc. cmentarz parafii Wniebowzięcia Najświętszej Maryi Panny w Starych Babicach – cmentarz rzymskokatolicki znajdujący się we wsi Stare Babice, w gminie Stare Babice, w powiecie warszawskim zachodnim, w województwie mazowieckim.
Cmentarz objęty jest ochroną konserwatorską.

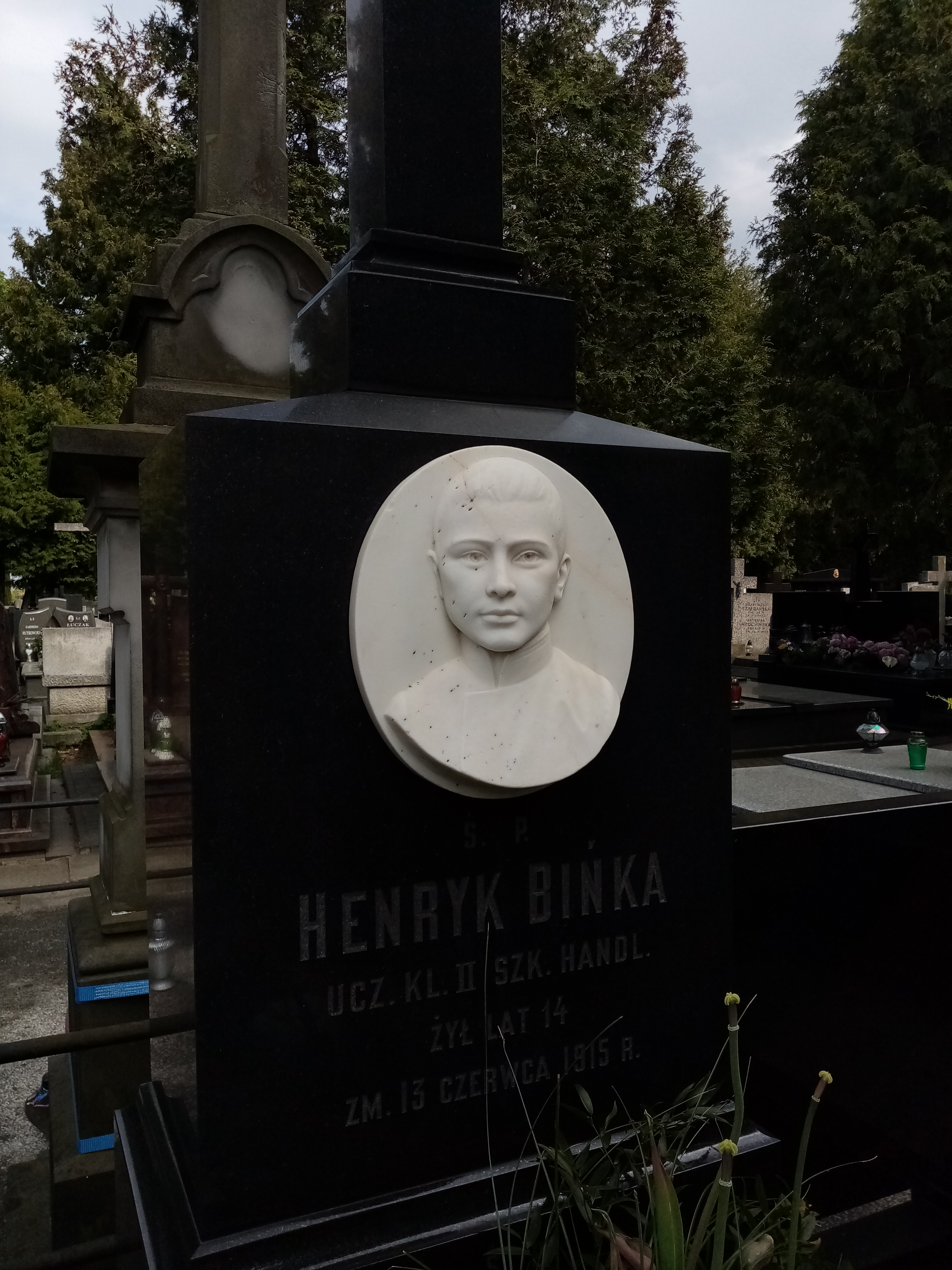
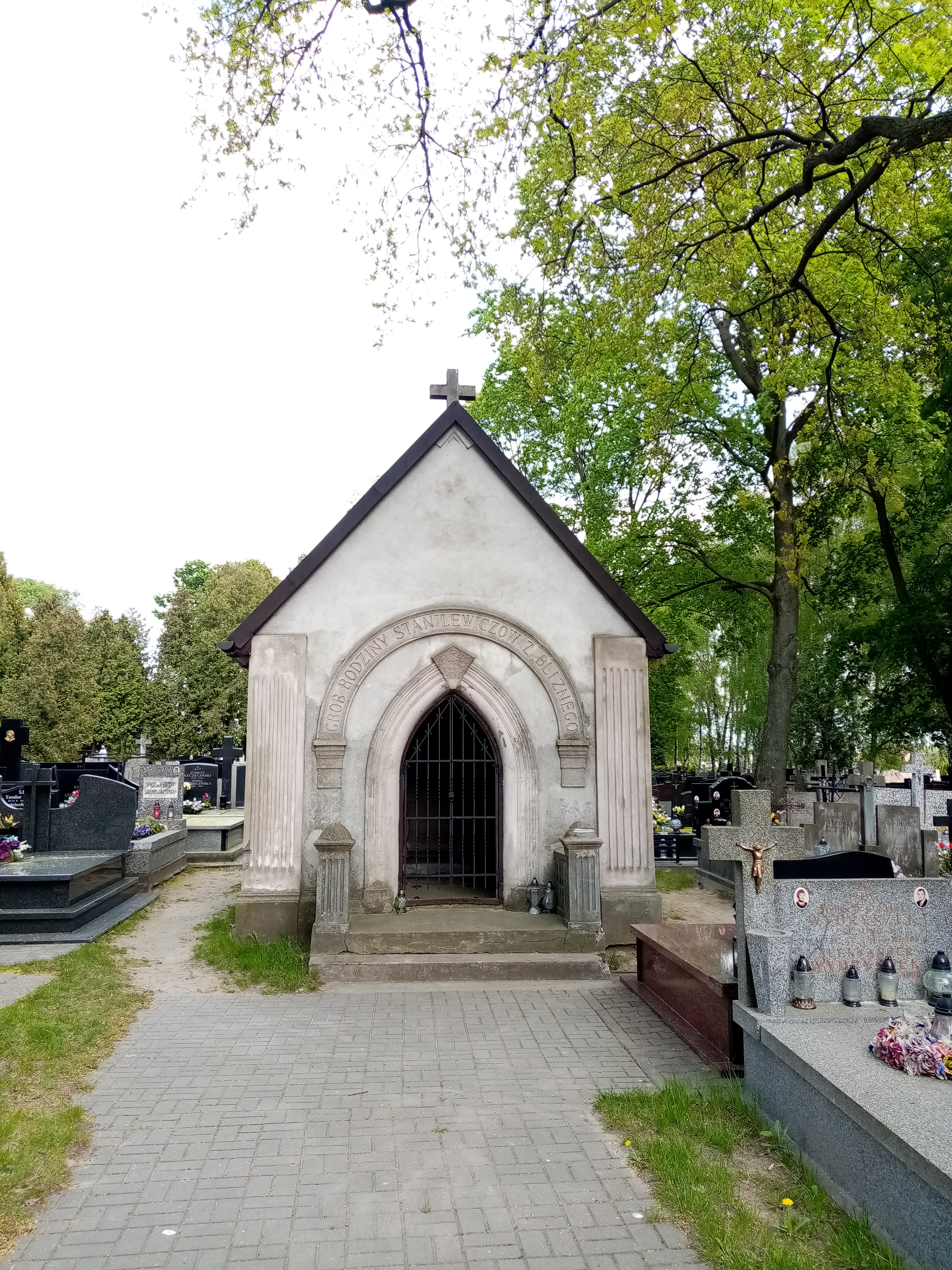
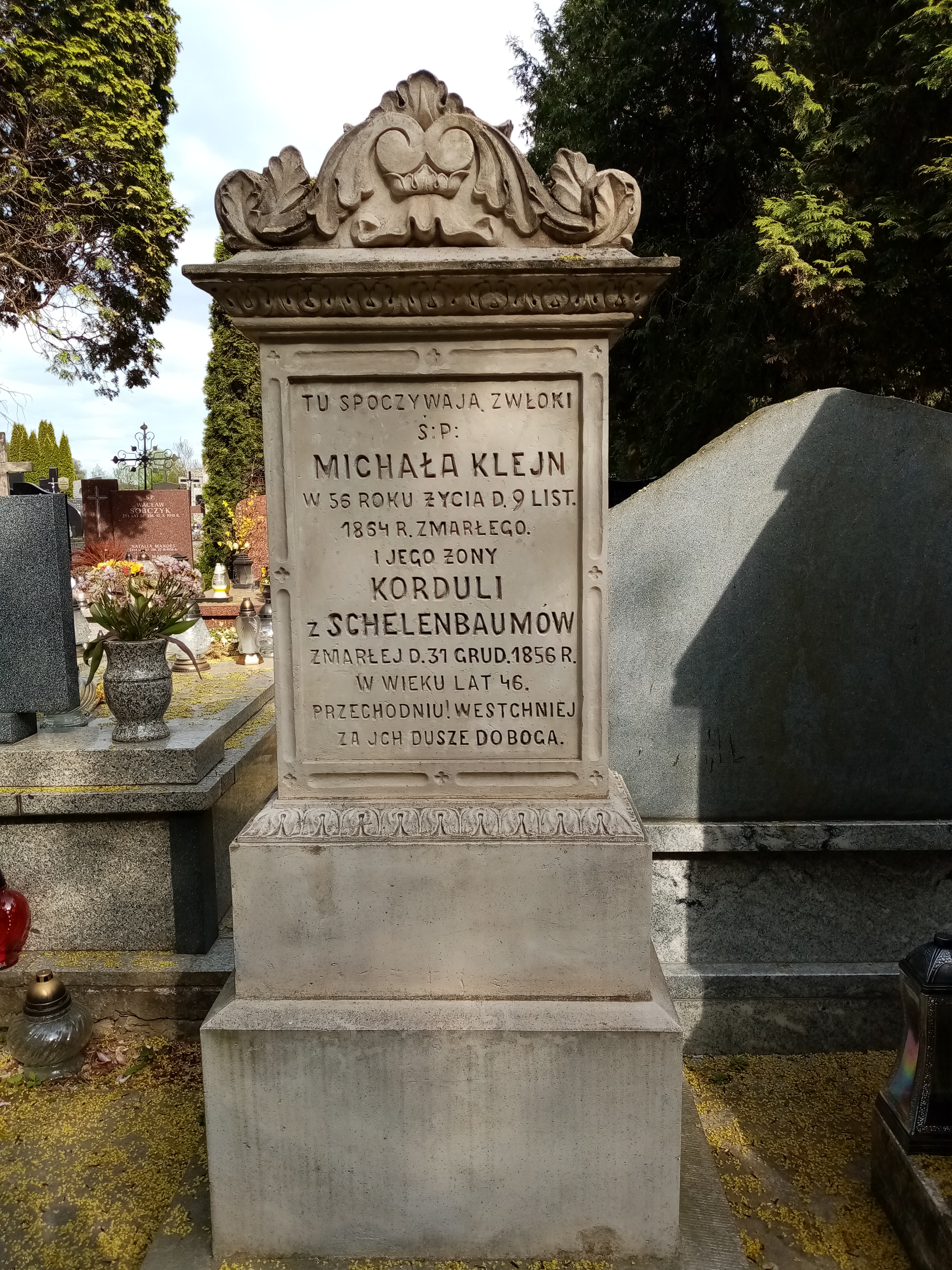
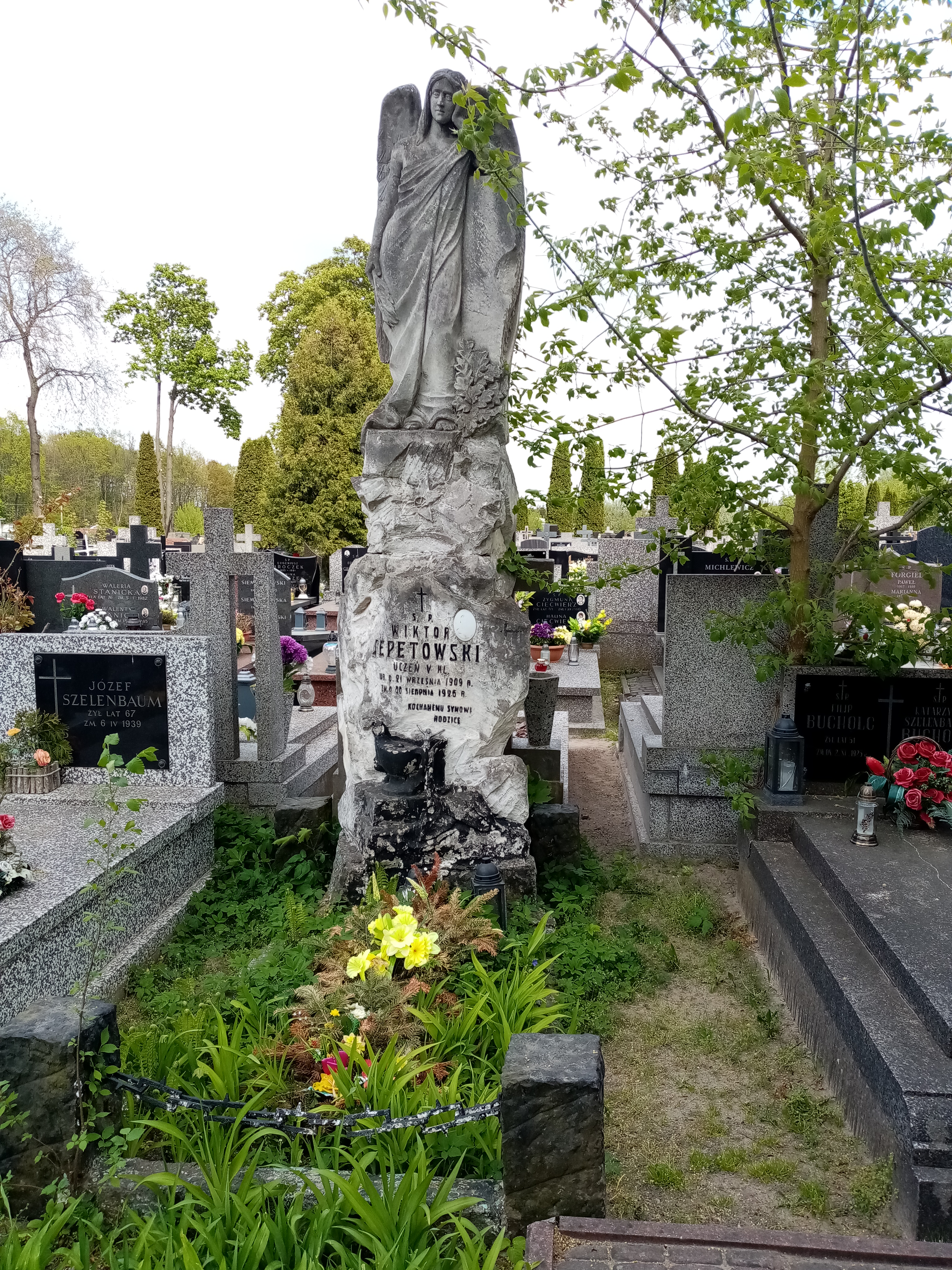
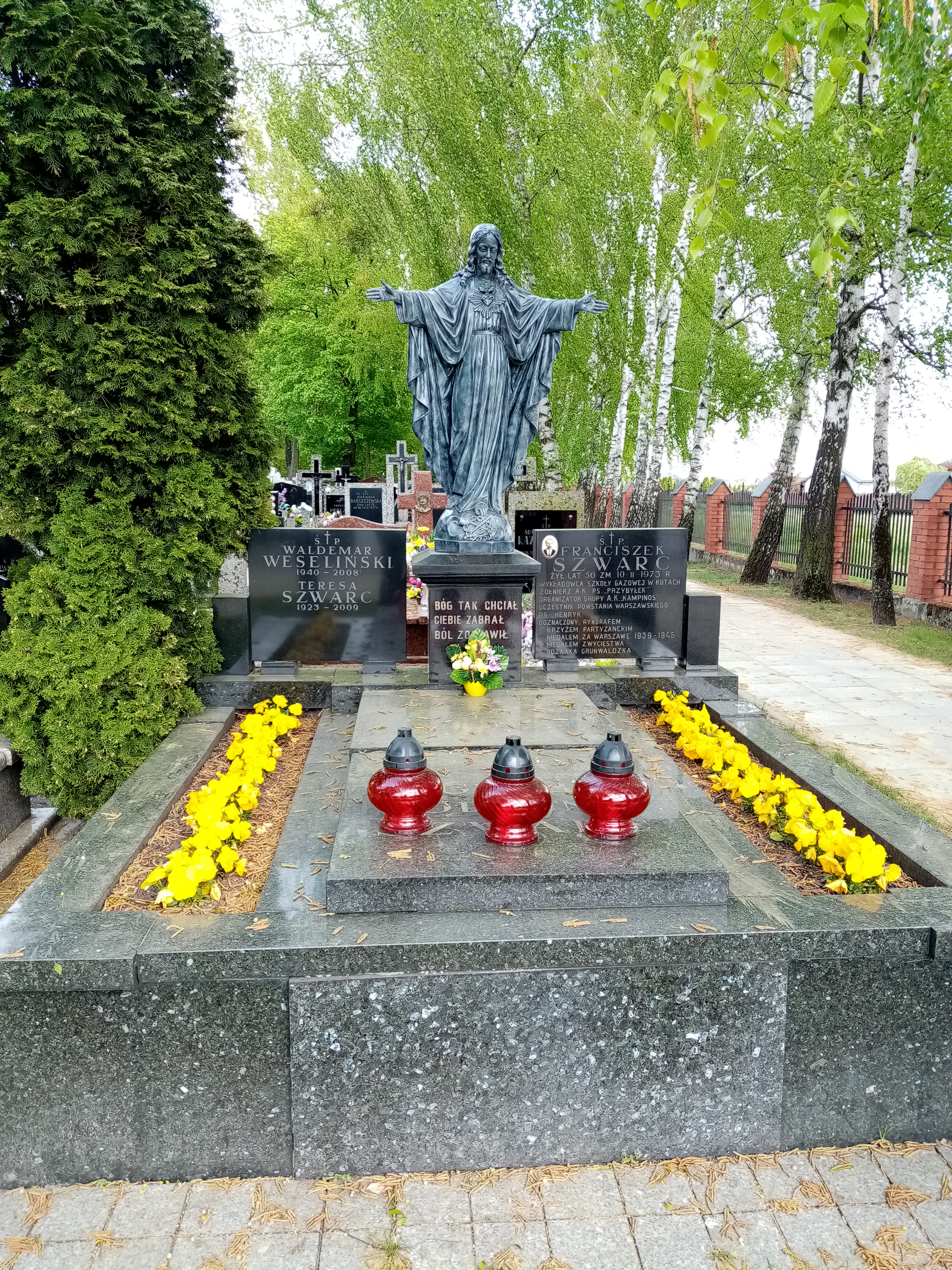

## Osoby pochowane na cmentarzu
- Henryk Borowski (1910–1991) – polski aktor teatralny i filmowy[3]
- Jan Chmurkowski (zm. 2018) – polski ekonomista, specjalista w zakresie ekonomii politycznej, pułkownik WP w stanie spoczynku[4]
- Piotr Żyżelewicz (1965–2011) – polski perkusista, członek zespołów Armia, Izrael, Voo Voo i 2Tm2,3[5]